# Прапор Нової Водолаги
Пра́пор Ново́ї Водола́ги — один із символів смт Нова Водолага Харківської області.

## Опис
Полотнище прапора смт складається з трьох горизонтальних смуг малинового, синього та коричневого кольорів.
Верхня смуга малинового кольору позначає приналежність смт до Харківської області. Середня смуга лазурового кольору символізує річку, від якої пішла назва населеного пункту. Нижня смуга коричневого кольору характеризує розвиток гончарства у регіоні.
У центрі синьої смуги розташований герб смт.